# Louis Richald
 (août 2024).
La mise en forme du texte ne suit pas les recommandations de Wikipédia : il faut le « wikifier ».
Les points d'amélioration suivants sont les cas les plus fréquents. Le détail des points à revoir est peut-être précisé sur la page de discussion.
- Les titres sont pré-formatés par le logiciel. Ils ne sont ni en capitales, ni en gras.
- Le texte ne doit pas être écrit en capitales (les noms de famille non plus), ni en gras, ni en italique, ni en « petit »…
- Le gras n'est utilisé que pour surligner le titre de l'article dans l'introduction, une seule fois.
- L'italique est rarement utilisé : mots en langue étrangère, titres d'œuvres, noms de bateaux, etc.
- Les citations ne sont pas en italique mais en corps de texte normal. Elles sont entourées par des guillemets français : « et ».
- Les listes à puces sont à éviter, des paragraphes rédigés étant largement préférés. Les tableaux sont à réserver à la présentation de données structurées (résultats, etc.).
- Les appels de note de bas de page (petits chiffres en exposant, introduits par l'outil «  Source ») sont à placer entre la fin de phrase et le point final[comme ça].
- Les liens internes (vers d'autres articles de Wikipédia) sont à choisir avec parcimonie. Créez des liens vers des articles approfondissant le sujet. Les termes génériques sans rapport avec le sujet sont à éviter, ainsi que les répétitions de liens vers un même terme.
- Les liens externes sont à placer uniquement dans une section « Liens externes », à la fin de l'article. Ces liens sont à choisir avec parcimonie suivant les règles définies. Si un lien sert de source à l'article, son insertion dans le texte est à faire par les notes de bas de page.
- La présentation des références doit suivre les conventions bibliographiques. Il est recommandé d'utiliser les modèles {{Ouvrage}}, {{Chapitre}}, {{Article}}, {{Lien web}} et/ou {{Bibliographie}}. Le mode d'édition visuel peut mettre en forme automatiquement les références.
- Insérer une infobox (cadre d'informations à droite) n'est pas obligatoire pour parachever la mise en page.

Pour une aide détaillée, merci de consulter Aide:Wikification.
Si vous pensez que ces points ont été résolus, vous pouvez retirer ce bandeau et améliorer la mise en forme d'un autre article.
Pour les articles homonymes, voir Richald.
Louis Joseph Richald, ou Richald-Hellinckx, (Namur, 29 novembre 1838 – Bruxelles, 26 juin 1897) fut Membre de La Chambre des Représentants et Vérificateur à la Cour des Comptes.

## Biographie
Richald est le fils de l'hôtelier André Richald et de Marie-Hyacinthe Richald. Il fut marié à Marie-Elisabeth Hellinckx (1840-1913), dont il divorça en 1878.
Il fut vérificateur de première classe à la Cour des comptes (1859-1870), tandis que sa femme dirigeait la quincaillerie Hellinckx, héritée de ses parents.
En 1882, il obtient la Médaille d'or pour son mémoire sur l'histoire des finances de la Belgique depuis 1830 (Mém. cour. in-4», t. XLVI.)
Il fut conseiller communal de Bruxelles (1879-1895) et conseiller provincial du Brabant (1882-1884). Il a évolué dans le sillage de Paul Janson, c'est-à-dire au sein de l'aile progressiste du Parti libéral. Il s'est engagé auprès des commerçants, comme directeur de la Banque Populaire de Bruxelles et comme président de l'Union du Crédit de Bruxelles.

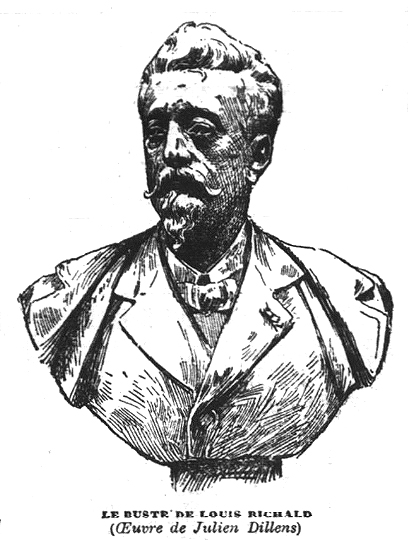
Louis Richald, buste par Julien Dillens

En 1892, il fut élu député libéral pour l'arrondissement de Bruxelles et remplit ce mandat jusqu'en octobre 1894.
Il était, comme son père, membre d'une loge maçonnique et défenseur de la Libre Pensée.
Sa fille Mathilde Richald, dite Mariette Houyoux-Richald (1865-1921), fut une importante militante pour l'émancipation des femmes. Richald a soutenu sa fille dans cette démarche, dont il appuyait les revendications féministes.
Il est enterré au cimetière de Bruxelles (conc. 2144). Sa tombe dessinée par l'architecte William Defontaine est un soufflet en pierre qui présente des lignes art nouveau, avec un portrait sculpté par Désiré Weygers.

## Publications
- Louis Richald, Histoire des finances publiques de la Belgique depuis 1830, Bruxelles, F. Hayez, 1884.
- Louis Richald, Les finances communales en Belgique, Bruxelles, 1892.